# Thaumastochloa striata
Thaumastochloa striata là một loài thực vật có hoa trong họ Hòa thảo. Loài này được Sosef & de Koning miêu tả khoa học đầu tiên năm 1983.